# دریاچه تاما

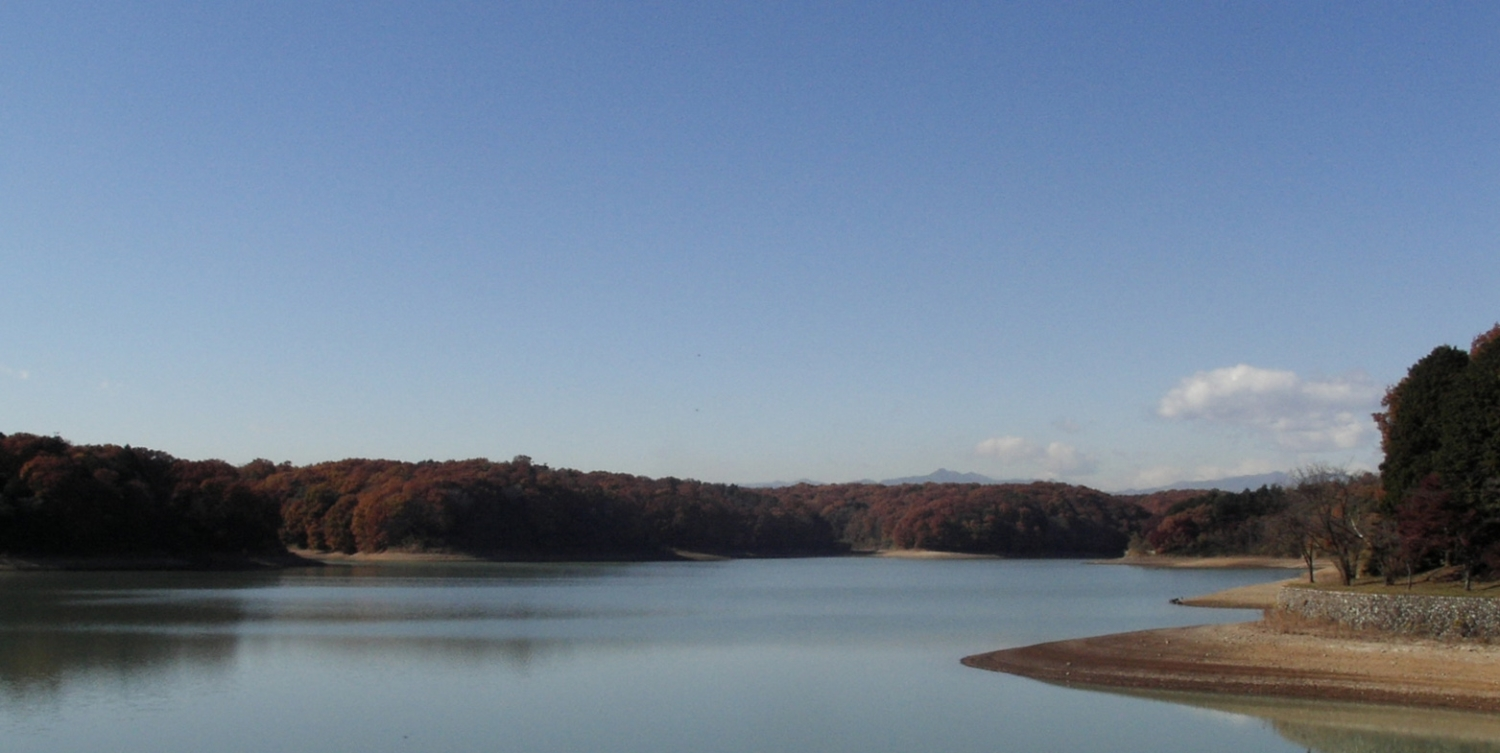
دریاچهٔ مورایاماچوسوئیچی یا دریاچهٔ تاما هیگاشی‌یاماتو.

دریاچهٔ تاما (به ژاپنی: 多摩湖  Tama) و با نام رسمی دریاچهٔ مورایاماچوسوئیچی(به ژاپنی: 村山貯水池) (به انگلیسی: Murayama Reservoir) در هیگاشی‌یاماتو در توکیو پایتخت ژاپن واقع شده‌است. دریاچهٔ تاما تماماً در منطقهٔ توکیو قرار گرفته‌است و بزرگترین دریاچهٔ درونی توکیو بشمار می‌آید. این دریاچهٔ مصنوعی در سال ۱۹۲۴ میلادی ساخته شده‌است و یکی از مخازن عمدهٔ تأمین آب آشامیدنی توکیو محسوب می‌شود.